# Vilda Musen
Vilda Musen (« souris sauvage ») est un parcours de montagnes russes de type Wild Mouse du parc Gröna Lund, situé sur l'île de Djurgården à Stockholm, en Suède. Avec une hauteur de 21 mètres, c'est la plus haute Wild Mouse du monde. Le parcours de Vilda Musen interagit avec celui de Jetline.

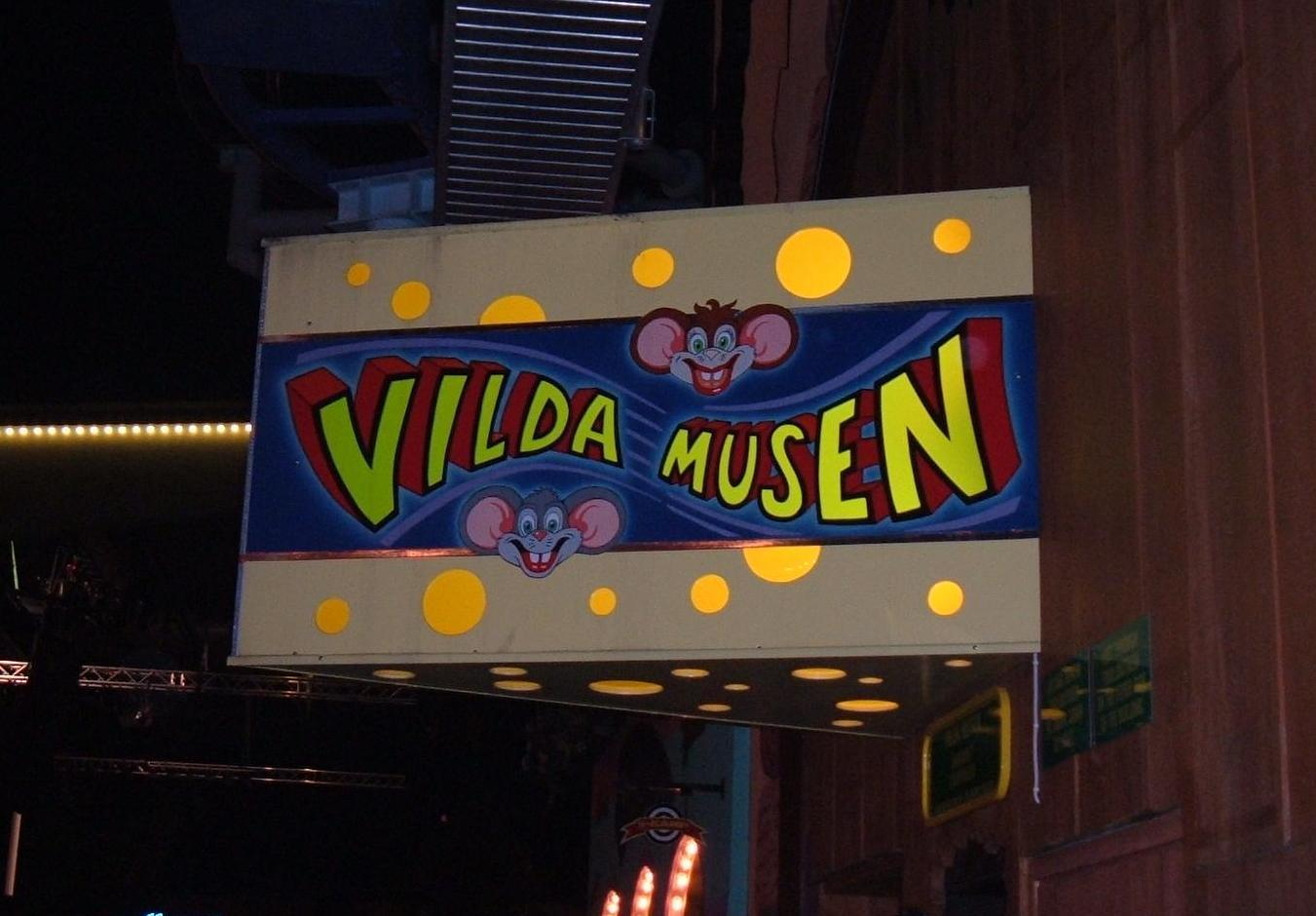

## Trains
Vilda Musen a six wagons individuels. Les passagers sont placés à deux sur deux rangs pour un total de 4 passagers par wagon.